# Kurt von Koppigen

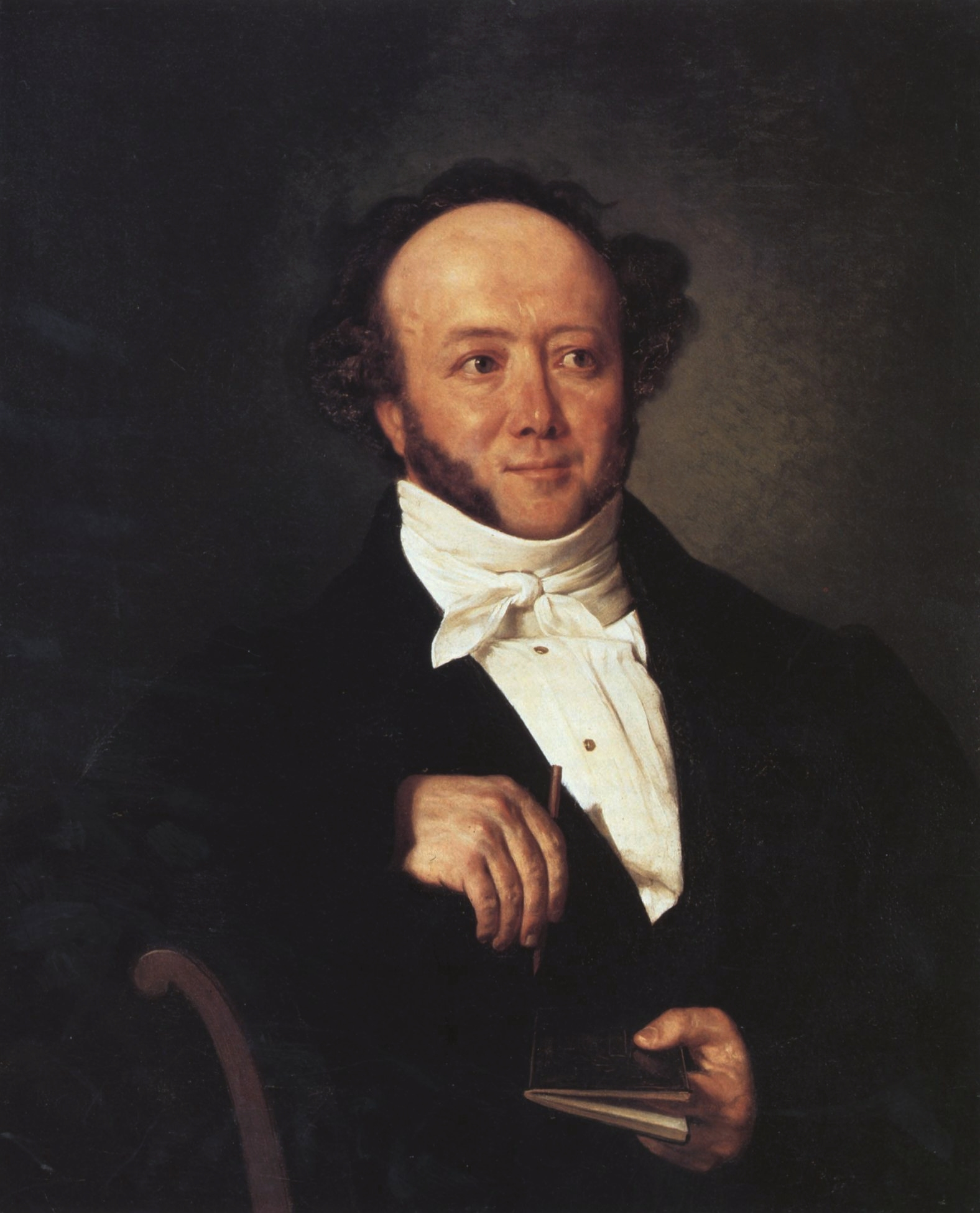
Jeremias Gotthelf um 1844

Kurt von Koppigen ist eine historische Erzählung von Jeremias Gotthelf aus dem Jahr 1844. Eine erweiterte Fassung erschien 1850.

## Inhalt der Fassung von 1844
Nach der Regierungszeit Kaiser Friedrichs II. und auch während des Interregnums galt im Reich das Faustrecht. Kurts Vater, ein stolzer Edelmann, der Ritter von Koppigen, war jung erschlagen worden, als er einem Hirten die Kuhherde wegnehmen wollte. Kurts Mutter, Frau Grimhilde, die vor der Heirat eine Gräfin gewesen war, lebte mit dem Jungen auf dem „klein Schlößlein“ Koppigen am Wege von Burgdorf nach Solothurn und verarmte als Witwe.
Kurt, ein gewaltiger Mensch, wild, roh und übermütig, möchte Ritter werden und reitet in die Welt hinaus, um in Fehden sein Glück zu machen. Bereits im benachbarten „Schlößlein des Edelknecht von Önz“ wird Kurt vom alten Schlossherren gastfreundlich aufgenommen. Die drei schönen Töchter des Edelknechts kichern angesichts des ungewaschenen, struppigen Gastes. Der alte Herr lacht über die ungelenken Bewegungen des jungen Ankömmlings. Kurt reitet weiter nach Zürich, gerät aber zuvor ins Gefolge des Freiherrn von Regensperg. Das ist Zürichs gefährlichster Feind. Der Freiherr erkennt Kurts Waffenfähigkeit und unerschütterlichen Mut wohl. Der junge Kämpfer aber will sich nicht unterordnen, macht sich klammheimlich davon und zieht „mit dem alten Hans ab Gütsch aufs neue dem Glücke nach“. Zwischen Zürich und Luzern geht Kurt fortan zusammen mit Hans seinen Weg als adeliger Strauchdieb. Jeder, der schwächer erscheint als die beiden Wegelagerer, wird überfallen und beraubt. Eine Reaktion bleibt nicht aus. Die zwei Schnapphähne tappen in die Falle der Zofinger Bürger. Hans ab Gütsch gerät in Gefangenschaft und Kurt gelingt die Flucht. Von Hans hat Kurt eine Empfehlung an den Waldbruder Jost im Tobel. Der Mönch, dem schwachen Geschlecht nicht abhold, empfiehlt Kurt weiter an den Ritter Barthli. Dieser Edle von Luthernau, ein wilder Mann, liegt in beständiger Fehde mit dem Kloster St. Urban, weil er sich von den dortigen Klosterherren schändlich bestohlen glaubt. Auf einem der Raubzüge gegen das Kloster schlagen die Angegriffenen zurück. Alle Räuber flüchten. Nur Kurt hält die Stellung; ficht „mit seiner gewaltigen Leibeskraft“ weiter, bis er der Übermacht erliegt. Kurt, am Boden, wird vom alten Önz erkannt. Der Edelknecht beansprucht und bekommt den Strauchdieb als Gefangenen. Nachdem der Verwundete auf dem Schlösslein des Alten genesen ist, hätte Brigitte, die älteste Tochter des Hauses, den Kraftprotz gerne zum Gatten. Kurt hat aber auf Agnes, die jüngste, ein Auge geworfen. Der alte Önz legt Kurt die Heirat nahe. Zwar sträubt sich Kurt zunächst, dann aber sinnt er nach. Mehr als zwei Jahre hat er sich herumgetrieben und  ist nunmehr lediglich zwei Stunden entfernt von seinem Schlösschen Koppigen – ohne Beute und Ruhm – angekommen. Also traut ihn der Pfaffe zu Herzogenbuchsee mit Agnes. Kurt reitet mit seinem Weibe und Gefolge in das  heruntergekommene Schlösschen Koppigen ein. Der Schwiegervater unterstützt das junge Paar nach Kräften. Aus der Ehe gehen Kinder hervor. Herr von Önz und Frau Grimhilde sterben. Kurt zieht es hinaus zu dem gemeinen Raubgesindel. Ein Meierhof wird geplündert. Auf einem Markte wird gestohlen. Ein Müller wird beraubt. Einmal, am Heiligen Abend, als es wieder gegen „stattliche geistliche Herren“ geht, werden die Räuber in die Flucht geschlagen. Als Kurt im Walde auf den Bachtelenbrunnen zu reitet, ist es ihm, als werden die Bäume lebendig. „Huß Huß, Hatz, Hatz“, ruft die Schar seiner vermeintlichen Verfolger. Wie von Hunden gehetzt gelangt Kurt bis vor das Tor seines Schlössleins. Am nächsten Morgen wird der Verwundete von Agnes aufgelesen und gesund gepflegt. Während des Krankenlagers nimmt Kurt endlich seine Rolle als Familienvater an. Er macht seine drei Jungen zu Jägern. „An einem sonnichten Frühlingstage“ brechen die vier zum Bachtelenbrunnen auf. An dem verwunschenen Ort, dem die Bachtelen – das sind die schönen gelben Glockenblumen – seinen Namen gaben, erscheint ihnen ein „wunderherrlich Frauenbild“ und gebietet Frieden. Kurt gehorcht. Sein Haus wird darauf mit Wohlstand gesegnet.
Das Ende der Geschichte: Kurts Stamm erlischt in Bern. Das Schlösslein zu Koppigen wird anno 1386 zerstört.

## Form
An zwei Stellen beruft sich Gotthelf auf eine Chronik. Also erwartet der Leser faktenbezogenes Nacherzählen. Umso überraschender muss der phantastisch anmutende Schluss der Erzählung aufgenommen werden. Das ist die Umkehr Kurts, initiiert durch sein Schlüsselerlebnis: der unvermittelte Einbruch des Diabolischen während der wilden Jagd nahe beim Bachtelenbrunnen am Heiligen Abend.
Besonders ist Gotthelf die Darstellung des Mutter-Sohn-Konfliktes – gemeint sind ständige Reibereien zwischen Grimhilde und Kurt – gelungen.

## Rezeption
- Zwar bemängelt Fehr[6] den minderen Tiefgang der „Raubrittergeschichte“ vom „jungen Fant“ Kurt, doch er bescheinigt dem Autor „lebendige Anschaulichkeit“ seines Textes.
- Bezogen auf die höllische Jagd am Bachtelenbrunnen stellt Cimaz[7] fest, „das Wunderbare“ sei bei Gotthelf in die „christliche Vision der Weltordnung“ eingebunden.

### Verwendete Ausgabe
- Kurt von Koppigen. In: Kurt Batt (Hrsg.): Jeremias Gotthelf. Erzählungen. Dieterich’sche Verlagsbuchhandlung, Leipzig 1965, S. 144–233.

### Ausgaben
- Jeremias Gotthelf: Kurt von Koppigen. Einführung von Otto von Greyerz. Mit Bildern und anderem Buchschmuck von Rudolf Münger. Neukomm & Zimmermann, Bern 1904. (Zweitfassung von 1850)
- Jeremias Gotthelf: Kurt von Koppigen. In: Deutscher Novellenschatz. Hrsg. von Paul Heyse und Hermann Kurz. Bd. 12. 2. Aufl. Berlin, [1910], S. 1–194. In: Weitin, Thomas (Hrsg.): Volldigitalisiertes Korpus. Der Deutsche Novellenschatz. Darmstadt/Konstanz, 2016. (Digitalisat und Volltext im Deutschen Textarchiv)
- Jeremias Gotthelf: Kurt von Koppigen. (= Lieblingsbücher der Jugend. Band 7). Eine Erzählung aus dem dreizehnten Jahrhundert. Für die reifere Jugend herausgegeben von Wilhelm Spohr. Illustrationen von Hans Wildermann. Hermann & Friedrich Schaffstein, Köln um 1910.
- Jeremias Gotthelf: Wilde, wüste Geschichten. Mit einem Nachwort von Peter von Matt. Nagel & Kimche, Zürich 2012, ISBN 978-3-312-00460-7, S. 12–89. (Urfassung von 1844)
- Jeremias Gotthelf: Kurt von Koppigen. Nach der zweiten Ausgabe von 1850 herausgegeben und kommentiert von Marianne Derron und Norbert D. Wernicke. Berchtold Haller Verlag, Bern 2016, ISBN 978-3-85570-153-7. [Mit bisher unbekannten Illustrationen von Rudolf Münger]

### Sekundärliteratur
- Paul Mäder: Gotthelfs historische Novellistik und ihre Quellen. Mit einem Anhang: Christliche Ansicht der politischen Weltveränderungen von Albert Bitzius. (= Sprache und Dichtung. 53). Paul Haupt, Bern 1932.
- Theodor Salfinger: Gotthelf und die Romantik. Schwabe Verlag, Basel 1945.
- Oskar Müller: Das Problem der Sentimentalität in Gotthelfs historischen Novellen. Paul Haupt, Bern 1969.
- Karl Fehr: Jeremias Gotthelf. Poet und Prophet – Erzähler und Erzieher. Zu Sprache, dichterischer Kunst und Gehalt seiner Schriften. Francke Verlag, Bern 1986, ISBN 3-317-01611-6.
- Pierre Cimaz: Jeremias Gotthelf (1797–1854). Der Romancier und seine Zeit. Aus dem Französischen von Hanns Peter Holl. Francke Verlag, Tübingen / Basel 1998, ISBN 3-7720-2185-9.
- Géraldine Blatter: Vita Jeremias Gotthelf. (= Text + Kritik. Zeitschrift für Literatur. 178/179). 2008, ISBN 978-3-88377-913-3, S. 25–29.
- Marianne Derron: Keine heile Welt für Helden. Existentielle 'Aventiuren' bei Jeremias Gotthelf. In: Jesko Reiling, Carsten Rohde (Hrsg.): Das 19. Jahrhundert und seine Helden. Literarische Figurationen des (Post)Heroischen. Aisthesis Verlag, Bielefeld 2011, ISBN 978-3-89528-871-5, S. 35–64.